# Göteborg Basketball Festival
Göteborg Basketball Festival är en basketturnering för klubblag som äger rum i Göteborg under Kristi himmelsfärdshelgen varje år. Med premiär 1979 firar Göteborg Basketball Festival 45 årsjubileum 2024. Turneringen räknas som Europas största ungdomsbasketturnering. Arrangerande klubb är Högsbo Basket.
Under de första 17 åren som turneringen existerade gick den under namnet Casio Cup. De första åren var det knappt 100 lag med, men allt eftersom växte turneringen och nu är det ca 500 deltagande lag varje år främst från norra Europa. År 2023 deltog 736 lag.
Turneringen har hela tiden satsat på att vara den perfekta säsongsavslutningen för alla lag med alla typer av kunnande och förutsättningar. Man ska ha så skoj som möjligt på planen och vid sidan om.
Under historiens lopp har mer än 500 000 ideella timmar arbetats av lojala föräldrar, spelare och ledare i Högsbo Basket. På senare år har organisationen vuxit till att erbjuda föreningar i Göteborgsregionen att medverka för att kunna erbjuda fler lag att vara med och genom det engagemanget se Göteborg Basketball Festival växa för varje år som går. Nästan 9 000 deltagare spelar under fyra intensiva dagar, 1 846 matcher i 37 sporthallar i turneringsstaden Göteborg. Så gott som samtliga svenska dam- och herr-landslagsspelare har någon eller några gånger upplevt festivalstämningen i turneringsstaden Göteborg. 
Under de senaste åren har det internationella inslaget i turneringen ökat. Sammanlagt har lag från 20 nationer deltagit i turneringen.

### Fotnoter
1. ↑  ”Göteborg Basketball Festival 2017”. Nowify. 26 maj 2017. Arkiverad från originalet den 12 augusti 2017. https://web.archive.org/web/20170812134127/http://www.nowify.me/event/goteborg-basketball-festival-2017-i-goteborg-01C7B640/. Läst 12 augusti 2017.
2. ↑  ”Göteborg Basketball Festival”. basketballfestival.se. 29 maj 2023. https://basketballfestival.se/. Läst 14 juni 2023.